# ファオラ
ファオラ（英: Faora）は、DCコミックスの出版するアメリカン・コミックス『スーパーマン』に登場する架空のスーパーヴィラン。キャリー・ベイツとカート・スワンによって創造され、1977年の"Action Comics #471"で初登場した。

## 概要
ファオラは23人の拷問と殺害の罪でファントムゾーンへ300年間追放の刑に処されたクリプトン人の犯罪者として登場した。「ホルカヌ」という人体の急所への攻撃に特化したクリプトンの戦闘技術を持ち、スーパーマンは苦戦を強いられる。スーパーマン自らファントムゾーンへ入って誘き出し、次元反転装置を使ってファオラは再びファントムゾーンへ閉じ込められる。
1988年の『Superman Vol.2』で並行世界「ポケット・ユニバース」のクリプトン人ザオラとして再登場する。ザオラはゾッド将軍と共にポケット・ユニバースの地球を壊滅させていた。捕縛されてもなお脅迫を繰り返していたためスーパーマンは自ら手を下すことを決め、ザオラはクリプトナイトの放射線を浴びて死亡する。

## 書誌情報
| タイトル                                  | 収録内容                   | 刊行日    | ISBN           |
| ----------------------------------------- | -------------------------- | --------- | -------------- |
| Superman/Wonder Woman Vol.1: Power Couple | Superman/Wonder Woman #1-6 | 2014年9月 | 978-1401248987 |

## スピンオフ
DCコミックス・ボムシェルズ
DCコミックスの女性キャラクターをピンナップガール調にアレンジしたシリーズ。

## 他のメディア

### 映画
スーパーマンII/冒険篇 (1981年)
演 - サラ・ダグラス
マン・オブ・スティール (2013年)
ザ・フラッシュ（2023年）
演 - アンチュ・トラウェ

### ドラマ
ヤング・スーパーマン (2001年-2011年)
演 - シャロン・テイラー

### アニメ
ジャスティス・リーグ・アクション (2016年-2018年)
声 - フリーダ・ウルフ